# Fabián Estapé
Fabián Estapé Rodríguez (Portbou, 1923 - Leão, 2012) foi um economista espanhol.
É considerado o introdutor da Espanha de Joseph A. Schumpeter e  John Kenneth Galbraith.